# Fairview Park (Indiana)
Fairview Park – miasto w Stanach Zjednoczonych, w stanie Indiana, w hrabstwie Vermillion.